# Starrag
Starrag AG, dont le siège est à Rorschacherberg, en Suisse, est un fabricant de machines-outils de précision. Elle opère comme une filiale du groupe StarragTornos.

## Histoire
L'histoire de Starrag remonte à 1897, lorsque Henri Levy a fondé un atelier à Rorschacherberg pour fabriquer des machines à fileter pour l'industrie textile,. Ces machines à fileter ont éliminé le besoin de filetage manuel des machines à broder, une tâche qui était principalement effectuée par des enfants. En 1910, l'atelier avait produit 3 000 machines à fileter et autres machines pour l'industrie textile.
Après le déclenchement de la Première Guerre mondiale en 1914, qui a provoqué une crise textile en Suisse orientale, l'entreprise a orienté sa production vers des tours parallèles et à tourelle en 1917. À partir de 1920, elle a commencé à fabriquer des fraiseuses, et en 1921, elle a été renommée Starrfräsmaschinen AG Henri Levy, devenant plus tard Starrfräsmaschinen AG en 1925. À cette époque, l'entreprise comptait plus de 300 employés et a déménagé dans une nouvelle installation à Rorschacherberg.
Après le décès du fondateur Henri Levy en 1947, l'entreprise a continué de croître. Dans les années d'après-guerre, Starrfräsmaschinen AG s'est imposée dans son domaine avec la première fraiseuse 5 axes au monde et employait environ 1 200 travailleurs au début des années 1960.
En 1998, l'entreprise est entrée en bourse. La même année, Starrfräsmaschinen AG a acquis Heckert Werkzeugmaschinen GmbH à Chemnitz et a changé son nom pour Starrag. En 2000, l'entreprise a adopté une structure de holding sous l'égide de StarragHeckert Holding AG, et la filiale StarragHeckert AG a été créée.
En 2012, StarragHeckert AG a été renommée Starrag AG.
La société mère de Starrag AG, Starrag Group Holding AG, a fusionné avec Tornos Holding AG en 2023 pour former le StarragTornos Group. En conséquence, Starrag AG est devenue une filiale du StarragTornos Group.

## Structure de l'entreprise
Starrag AG est basée à Rorschacherberg, en Suisse. Le directeur de Starrag AG est Christian Kurtenbach, et le président du conseil d'administration est Martin Buyle. Starrag AG est une filiale du StarragTornos Group, qui emploie environ 1 500 personnes dans le monde, dont 200 sont employées par Starrag AG.

## Produits
Starrag AG est active dans le développement, la fabrication et la distribution de machines-outils de précision. Elle propose des centres de fraisage 5 axes à haut taux d'enlèvement de matière pour la production de aube de turbine, roue à aubes, blisks et composants structuraux complexes.
Starrag propose des centres d'usinage pour aubes et blisks sous les séries NB et LX. De plus, des centres d'usinage pour structures aéronautiques sont disponibles sous la série STC. Starrag propose également des ensembles de fabrication complets, y compris des logiciels, des dispositifs de serrage, des porte-outils et des équipements périphériques.
Les machines de Starrag AG produisent des pièces utilisées, entre autres, dans les avions gros porteurs Airbus A380 ou Boeing 787 Dreamliner.